# Ото фон Бронкхорст
Ото фон Бронкхорст (на немски: Otto von Bronckhorst; на нидерландски: Otto van Bronckhorst en Borculo; * ок. 1392; † 23 февруари 1458) е господар на Бронкхорст, Боркуло и Лихтенвоорде.

## Произход
Той е син на господар Гизберт I фон Бронкхорст († 1409) и съпругата му Хедвиг фон Текленбург († сл. 1417), дъщеря на граф Ото VI фон Текленбург († 1388) и Аделхайд (Айлика) фон Липе († сл. 1392).
Той умира на 23 февруари 1458 г. и е погребан в Моеникхуизен.

## Фамилия
Първи брак: на 10 декември 1418 г. с Агнес фон Золмс († 29 декември 1439), дъщеря на граф Хайнрих III фон Золмс-Отенщайн († 1424) и Агнес фон Еверщайн († 1443). Тя е внучка на Йоханес II фон Золмс-Браунфелс и Ирмгард фон Щайнфурт. Те имат децата:
- Гизберта фон Бронкхорст († сл. 1489), омъжена на 24 май 1435 г. за граф Ебервин I фон Бентхайм, господар на Щайнфурт († 1454)
- Хайлвиг фон Бронкхорст († сл. 28 октомври 1498), омъжена на 3 юли 1441 г. в Хорст, Дренте, за Ото фон Дипхолц († сл. 1484)
- Агнес фон Бронкхорст († 22 май 1475)

Втори брак: на 13 ноември 1440 г. с Елизабет фон Насау († 1459), дъщеря на граф Йохан I фон Насау-Байлщайн († 1473) и Мехтилд фон Изенбург († сл. 1415). Те имат децата:
- Фридрих фон Бронкхорст († 1506), господар на Бронкхорст и Боркуло, господар на Щеендерен, женен I. за Матхилде фон Берг 'с Хееренберг († сл. 1506/1539), II. на 8 октомври 1492? за жена с неизвестно име, III. за Катарина ван Цуест
- Гизберт VII фон Бронкхорст (* 16 декември 1444; † 1 декември 1489), господар на Бронкхорст и Боркуло, рицар, женен на 13 септември 1457 г. за Елизабет фон Егмонд († 1539)
- Кунигунда фон Бронкхорст († 18 декември 1516), омъжена за Хенрих цу Хомоет и Виш († 1513)